# Habrůvka
Obec Habrůvka se nachází v okrese Blansko v Jihomoravském kraji. Žije zde 418 obyvatel.

## Historie
První písemná zmínka o obci pochází z roku 1365. Jméno obce je odvozeno od substantiva habr. Od roku 1365 obec spadala pod Ronov, od roku 1567 pod Nový Hrad a od roku 1849 pod pozořické panství.
Na počátku 17. století měla obec 11 domů, po třicetileté válce bylo z nich osídlených 7. V roce 1790 měla Habrůvka 40 domů a 268 obyvatel, roku 1834 62 domů a 425 obyvatel.

## Znak
V poli své pečeti má obec dva nástroje, sekeru a radlici, které symbolizují hlavní zaměstnání obyvatel, práci na poli a v lese. Sekeru spojenou se symbolem obce, listnatým stromem habrem, využil při zpracování návrhu jeho autor, Dalibor Res. Obec převzala znak rozhodnutím předsedy Poslanecké sněmovny 23. listopadu 1993. Popis znaku: Modrý štít se stříbrným hrotem, v něm tři zelené listnaté stromy - habry (1,2), hrot je z obou stran provázen přivrácenými stříbrnými sekyrami. Popis praporu: List tvoří osm vodorovných pruhů, bílý, zelený, bílý, zelený, bílý, zelený, bílý a modrý v poměru 1 : 1 : 1 : 1 : 1 : 1 : 1 : 2, tedy tři zelené pruhy mezi čtyřmi pruhy bílými, pod nimi dvojnásobně široký pruh modrý. Poměr šířky je 2 : 3.

## Obyvatelstvo
K roku 2011 bylo v Habrůvce napočteno 388 obyvatel. K 1. 1. 2020 zde sídlilo 436 obyvatel.
| 1910 | 1921 | 1930 | 1950 | 1961 | 1970 | 1980 | 1991 | 2001 | 2011 | 2020 |
| ---- | ---- | ---- | ---- | ---- | ---- | ---- | ---- | ---- | ---- | ---- |
| 600  | 549  | 575  | 709  | 464  | 443  | 366  | 352  | 348  | 391  | 436  |

## Pamětihodnosti
- Kříž
- Rovinné neopevněné sídliště Býčí skála, archeologické naleziště

## Galerie

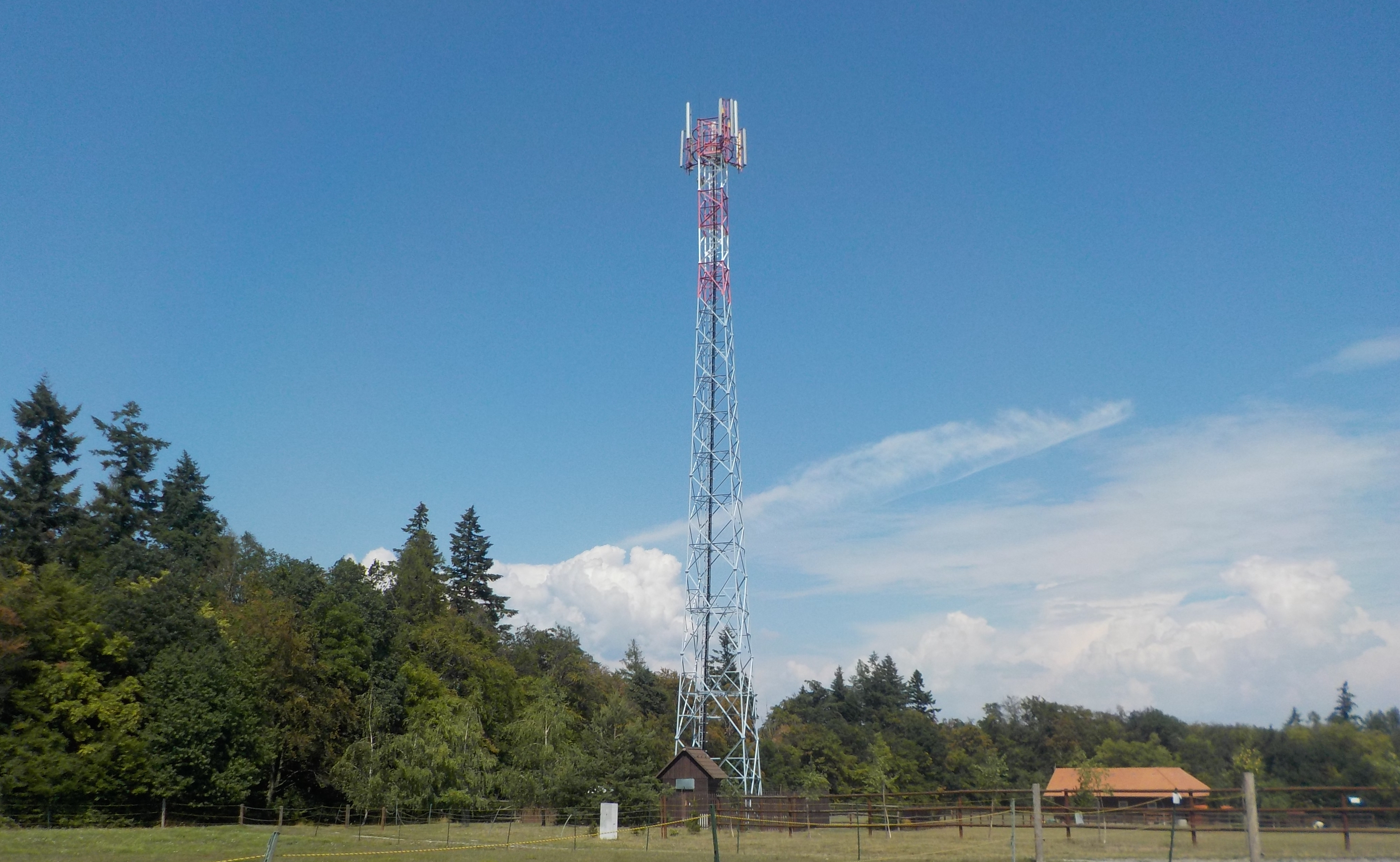
Vysílač
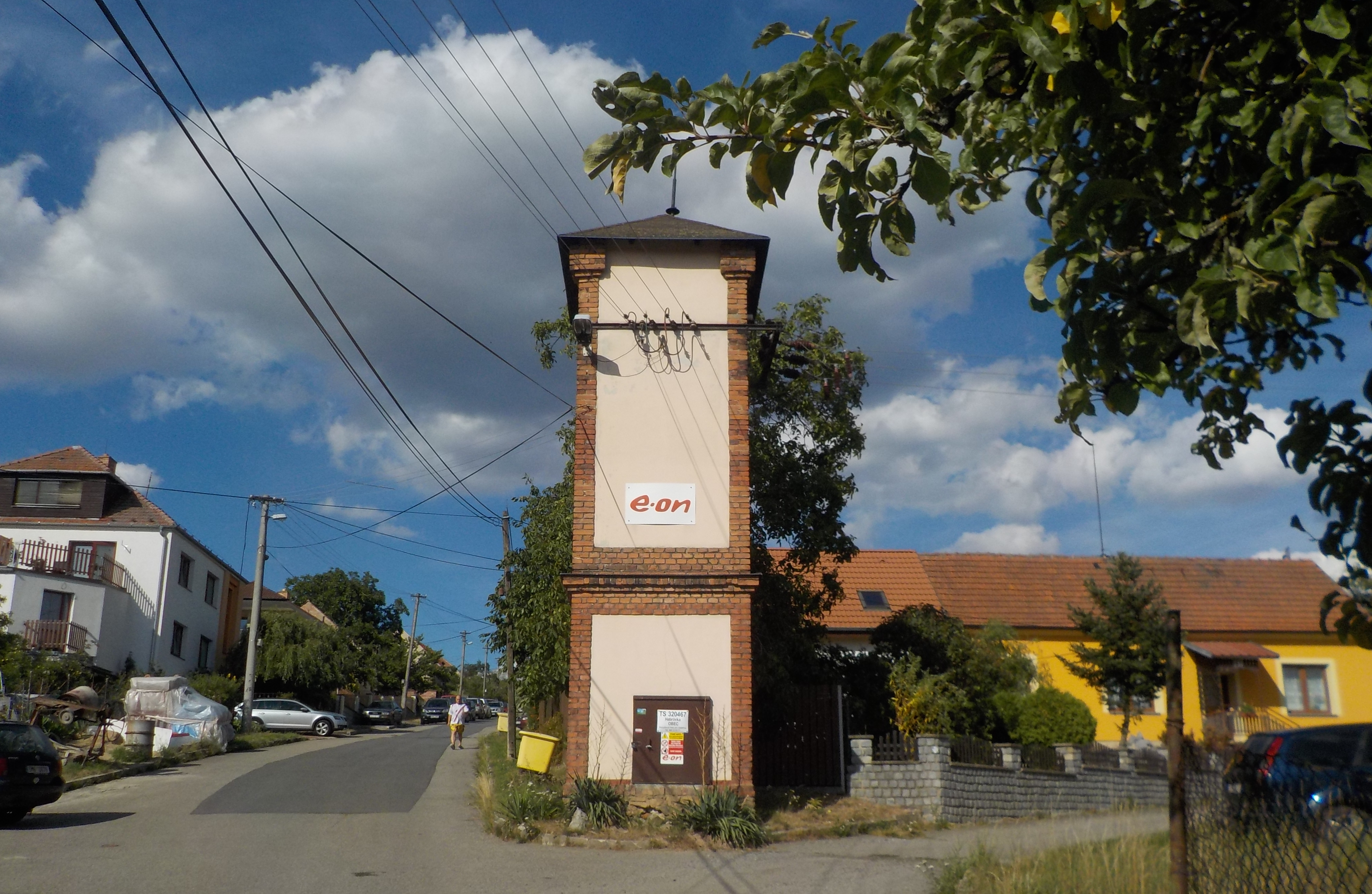
Věž se samonosnou cihlovou konstrukcí v centru obce